# Đặng Văn Ngữ
Đặng Văn Ngữ (1910 – 1967) là một bác sĩ y khoa nổi tiếng của nền y học hiện đại Việt Nam. Ông là bác sĩ đầu ngành nghiên cứu về ký sinh trùng ở Việt Nam.

## Tiểu sử
Ông sinh ngày 4 tháng 4 năm 1910, quê ở làng An Cựu, ngoại thành kinh đô Huế. Ông tốt nghiệp bác sĩ y khoa năm 1937, tại Trường Y Dược toàn cấp Đông Dương. Sau đó, ông làm trợ lý cho giáo sư bác sĩ người Pháp Henry Galliard chủ nhiệm Bộ môn Ký sinh trùng trường Y Dược toàn cấp Đông Dương (tiền thân của trường Đại học Y Hà Nội). Ông đã kết hôn với bà Tôn Nữ Thị Cung, con gái của Thượng thư Bộ Hình kiêm Tổng đốc Nghệ An Tôn Thất Đàn.
Năm 1942 ông là trưởng Labo (phòng thí nghiệm) Ký sinh trùng và ông đã hoàn thành 19 công trình nghiên cứu khoa học nổi tiếng.
Năm 1943 ông đi du học tại Nhật Bản. Năm 1945, ông là hội trưởng hội Việt kiều yêu nước tại Nhật Bản.
Năm 1949, ông về nước tham gia kháng chiến chống Pháp, trở thành giảng viên Chủ nhiệm Bộ môn Ký sinh trùng trường Đại học Y khoa tại Chiêm Hóa. Trong thời gian tham gia kháng chiến chống Pháp tại chiến khu Việt Bắc, ông đã nghiên cứu thành công cách sản xuất ra thuốc Penicillin và Streptomycin, các loại thuốc kháng sinh này đã góp phần rất lớn trong điều trị chống nhiễm khuẩn cho thương binh và nhân dân trong kháng chiến chống Pháp và chống Mỹ sau này.
Trong chiến tranh Việt Nam, ông tập trung nghiên cứu phòng chống và điều trị căn bệnh sốt rét tại Việt Nam. Năm 1955, ông sáng lập ra Viện Sốt rét - Ký sinh trùng và côn trùng Việt Nam, và làm Viện trưởng đầu tiên của viện này. Từ năm 1957 đến năm 1962, Viện đã tiến hành khảo sát, điều tra toàn diện bệnh sốt rét trên toàn miền Bắc. Cuối năm 1962, Chính phủ Việt Nam thông qua Chương trình Tiêu diệt bệnh sốt rét trên toàn miền Bắc trong 3 năm, người chỉ đạo trực tiếp là Đặng Văn Ngữ. Kết thúc chương trình, cuối năm 1964, bệnh sốt rét đã được giảm thiểu rất nhiều.
Ngày 1 tháng 4 năm 1967, ông hy sinh trong một trận Mỹ rải bom B52 ác liệt, tại một địa điểm trên dãy Trường Sơn thuộc địa bàn tỉnh Thừa Thiên Huế, khi đang nghiên cứu căn bệnh sốt rét.

## Vinh danh
Ông được truy tặng Giải thưởng Hồ Chí Minh đợt một về lĩnh vực Y học.
Tên của ông được đặt cho nhiều trường học, đường phố tại Hà Nội, Huế, Quảng Bình, Thành phố Hồ Chí Minh... và nhiều tỉnh/thành phố khác.

## Gia đình
Con trai ông là Nghệ sĩ Nhân dân Đặng Nhật Minh, một đạo diễn điện ảnh nổi tiếng.
Cháu trai ông là Đặng Nhật Tân.